# Dušan Lagator
Dušan Lagator (Cetiña, 29 de marzo de 1994) es un futbolista montenegrino que juega de centrocampista en el Kerala Blasters de la Superliga de India. Es internacional con la selección de fútbol de Montenegro.

## Selección nacional
Lagator fue internacional sub-19 y sub-21 con la selección de fútbol de Montenegro, antes de convertirse en internacional absoluto el 5 de septiembre de 2019 en un amistoso frente a la selección de fútbol de Hungría.

## Clubes
| Club                                  | País       | Año       |
| ------------------------------------- | ---------- | --------- |
| F. K. Mogren Budva                    | Montenegro | 2011-2014 |
| Mladost Podgorica                     | Montenegro | 2014-2015 |
| F. K. Čukarički                       | Serbia     | 2016-2018 |
| F. C. Dynamo San Petersburgo (cedido) | Rusia      | 2018      |
| P. F. C. Sochi                        | Rusia      | 2018-2020 |
| Wisła Płock                           | Polonia    | 2020-2022 |
| Debreceni V. S. C.                    | Hungría    | 2022-2025 |
| Kerala Blasters                       | India      | 2025-     |

## Palmarés

### Títulos nacionales
| Título             | Club              | País       | Año  |
| ------------------ | ----------------- | ---------- | ---- |
| Copa de Montenegro | Mladost Podgorica | Montenegro | 2015 |